# Вистарино
Вистарино (итал. Vistarino) је насеље у Италији у округу Павија, региону Ломбардија.
Према процени из 2011. у насељу је живело 1209 становника. Насеље се налази на надморској висини од 73 м.

## Становништво
| 1931. | 1936. | 1951. | 1961. | 1971. | 1981. | 1991. | 2001. | 2011. |
| ----- | ----- | ----- | ----- | ----- | ----- | ----- | ----- | ----- |
| 1.117 | 1.062 | 1.051 | 1.052 | 1.009 | 970   | 1.044 | 1.118 | 1.546 |